# 2025 en Bulgarie
Chronologie de la Bulgarie
- 2021
- 2022
- 2023
- 2024
- 2025
- 2026
- 2027
- 2028
- 2029

Cet article présente les faits marquants de l'année 2025 en Bulgarie.

## Événements
- 1er janvier : entrée de la Bulgarie dans l'espace Schengen[1].
- 16 janvier : Rossen Jeliazkov est nommé Premier ministre.